# Кемп, Робер

Робер Кемп

Робер Кемп фр. Robert Kemp; 8 октября 1879, Париж — 3 июля 1959, там же) — французский литературный критик и театральный критик, член Французской академии (с 1956).

## Биография
Р. Кемп родился в семье художника, был внуком актёра Комеди Франсез. После окончания школы, изучал философию в Парижской Сорбонне. Затем работал учителем частных школ, журналистом и критиком, сотрудничал с журналом «L’Aurore».
Участник Первой мировой войны. Служил военным корреспондентом в штаб-квартире вооруженных сил Франции.
После войны занялся критикой, публиковался под псевдонимом Robert Dézaraulds. В 1929 году стал печать статьи и обзоры по театральной критике под своим настоящим именем в газете «Le Temps», с котором сотрудничал до 1934 года. Впоследствии до выхода на пенсию — литературный и театральный критик ежедневной газеты «Le Monde».
Благодаря своим статьям, Р. Кемп получил репутацию большого специалиста по современной литературе.
Кроме того, он работал преподавателем в Комеди Франсез. Несколько раз возглавлял Французскую Ассоциацию литературных критиков.
В ноябре 1956 года Робер Кемп, был избран членом Французской академии и вплоть до своей смерти занимал кресло № 5 Академии.

## Творчество
Автор большого количества статей, кроме того написал несколько книг, которые касаются театра, литературы и музыки, в том числе биографии Цецилии Римской и актрисы Эдвиж Фёйер.

## Избранные публикации
- Sainte Cécile, patronne des musiciens, 1942
- Lectures dramatiques, 1947
- Edwige Feuillère, 1952
- Moscou reçoit, 1954
- La vie des livres, 1955
- La vie du théâtre, 1956
- Penseurs, historiens, critiques et moralistes du XIXe siècle, 1958
- Au jour le jour, 1958

## Награды
- Командор Ордена Почётного легиона
- Орден Академических пальм
- Орден Искусств и литературы